# Torre Blanca (Barcelona)
La Torre Blanca és una obra modernista de Barcelona inclosa a l'Inventari del Patrimoni Arquitectònic de Catalunya.

## Descripció
Ubicada al districte de Les Corts, aquesta torre unifamiliar i el seu jardí ocupen tota l'illa triangular delimitada pel passeig dels Til·lers i els carrers de Jordi Girona i Fernando Primo de Rivera. Consta de planta baixa i planta pis amb golfes sota unes cobertes molt inclinades. La seva planta organitza tot el programa en un quadrat i disposa d'un cos annexat posteriorment en forma d'ela adossada a la cantonada sud-est que serveix de porxos exteriors.
Les seves façanes són de composició senzilla amb obertures rectangulars associades a la composició, molt peculiar, de la coberta. Les obertures, de dimensions domèstiques, estan mancades de decoracions. Els paraments de la façana son llisos i integren puntualment unes rajoles ceràmiques cuites a mode de tauler d'escacs que emfatitzen algun punt de façana. En els porxos annexes destaca, a la façana sud, un arc de ferradura geminat amb formes arabitzants.
La teulada té una complexa geometria provocada per la intersecció de tres vessants principals amb dues cobertes secundàries a dos aiguavessos. Aquestes estructures provoquen uns coronaments de façana triangulars molt particulars i de dimensions variades. Els senzills ràfecs sobresurten gràcies a finals de biga formant permòdols de fusta.
Artísticament cal destacar les peces ceràmiques de color de les crestalleres i unes punxes ceràmiques d'estètica centreeuropea. També són notables les reixes de ferro de forja de la barana del porxo.
L'edifici es considera modernista pel tipus d'estil de les decoracions. De totes maneres aquest estil dominant està barrejat amb altres influències àrabs i austrohongareses.

## Història
Al cos original quadrat d'inicis del segle xx se n'afegí adossat un altre de planta rectangular, que crea un porxo al nivell de la planta baixa i és una terrassa en la planta pis. L'interior va ser restaurat i modificat pel canvi d'ús l'any 1984, quan deixà de ser un habitatge per esdevenir un bar musical.